# Лежни (Минская область)
Лежни (бел. Лежні) — деревня в Червенском районе Минской области. Входит в состав Клинокского сельсовета.

## Географическое положение
Находится примерно в 34 километрах от железнодорожной станции Пуховичи на линии Минск-Осиповичи.

## История
Населëнный пункт известен с XIX века. В 1858 году деревня в составе Игуменского уезда Минской губернии, принадлежавшая В. Булгаку и насчитывавшая 65 жителей. В 1870 году упоминается как деревня Лезни в составе Клинокской волости, где насчитывалось 36 душ мужского пола. По данным Переписи населения Российской империи 1897 года здесь было 26 дворов, где проживало 207 человек. В деревне работали хлебозапасный магазин и школа церковной грамоты. В начале XX века число жителей сократилось до 175 человек. На 1917 год в деревне было 32 двора и 209 жителей. С февраля по декабрь 1918 года деревня была оккупирована немецкими войсками, с августа 1919 по июль 1920 — польскими. После окончательного установления советской власти в Лежнях была открыта рабочая школа 1-й ступени с небольшой библиотекой. На 1926 год здесь обучалось 46 человек (27 мальчиков и 19 девочек). 20 августа 1924 года деревня вошла в состав вновь образованного Войниловского сеьсовета Червенского района (с 20 февраля 1938 — Минской области. Согласно Переписи населения СССР 1926 года здесь насчитывалось здесь было 35 домов, жили 170 человек. В период Велийкой Отечественной войны деревня оккупирована немцами в начале июля 1941 года. В лесах в окрестностях деревни действовали 1-я Минская партизанская бригада и партизанская бригада имени газеты «Правда». Погибшие в боях с немецко-фашистскими захватчиками похоронены в братской могиле на деревенском кладбище. С фронта не вернулись 17 жителей деревни. Освобождена в начале июля 1944 года. В 1980-е годы Лежни входили в состав колхоза «Победа». На 1997 год в деревне насчитывалось 23 дома, 36 жителей. С 30 октября 2009 года в составе Червенского сельсовета, в 2013 году передана в Клинокский сельсовет.

## Население
- 1858 — 65 жителей
- 1870 — 36 мужчин
- 1897 — 26 дворов, 207 жителей
- начало XX века — 26 дворов, 175 жителей
- 1917 — 32 двора, 209 жителей
- 1926 — 35 дворов, 170 жителей
- 1997 — 23 двора, 36 жителей
- 2013 — 12 дворов, 19 жителей